# Indoíránci

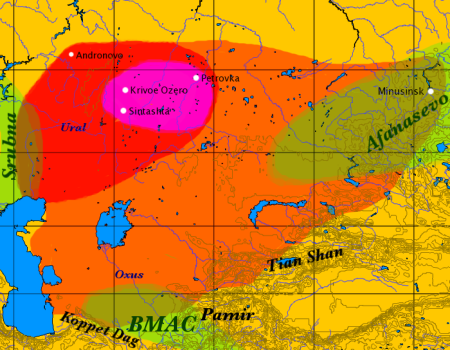
Kultura Sintašta-Petrovka (červeně), indoíránská kultura Andronovo (oranžově) během 2. tisíciletí př. n. l. překrývající se s afanasjevskou kulturou (žlutozeleně) a Baktrijsko-margiánským archeologickým komplexem (taktéž žlutozelená). Oblast nejstaršího rozšíření válečných vozů vyznačena fuchsiovou.

Indoíránci jsou etnolingvistická skupina národů a etnik mluvících indoíránskými jazyky náležející mezi Indoevropany. Sami sebe někdy nazývali a nazývají Árjové/Árijci.

## Vznik a expanze

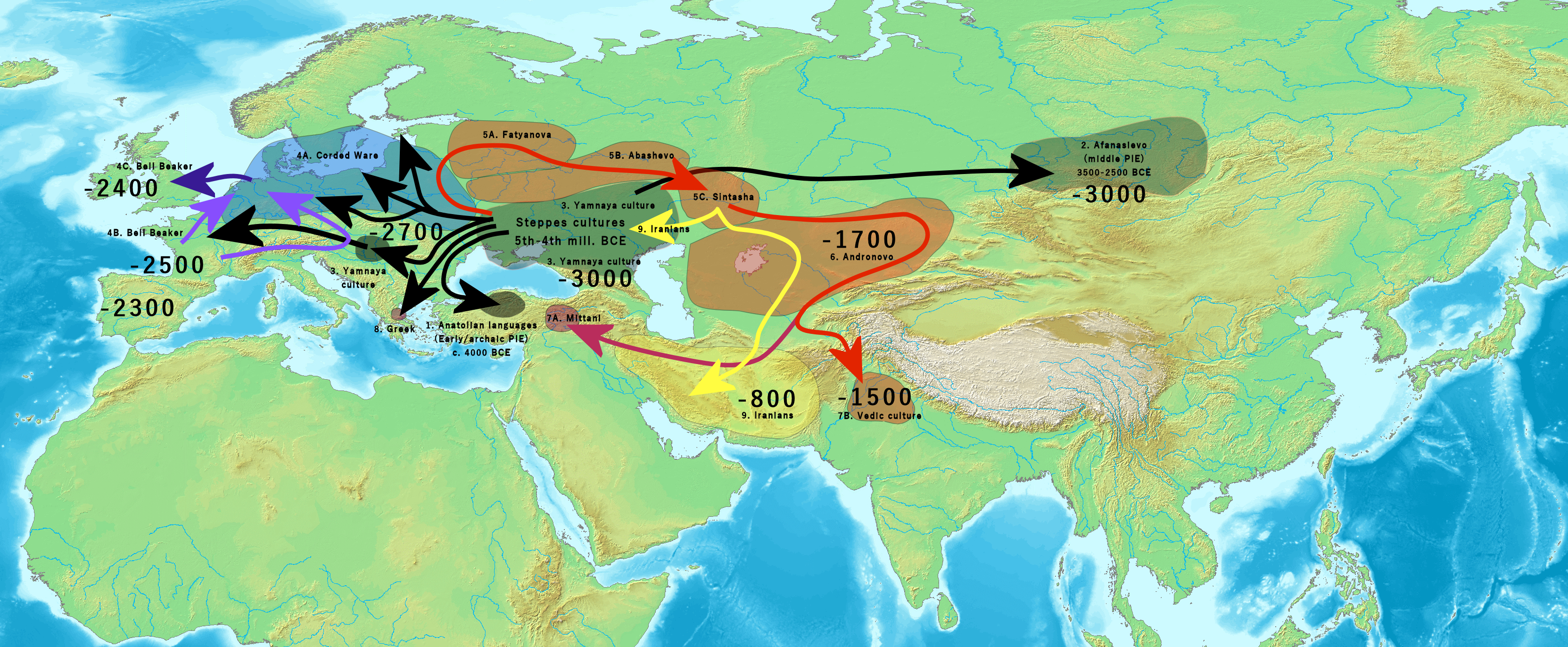
Indoevropské migrace související s expanzí jámové kultury, 3 000 - 800 př. n. l.

Počátky Indoíránců jsou spojeny s migrací pastevců jámové kultury na přelomu 4. a 3. tisíciletí př. n. l. z dnešní Ukrajiny a jižního Ruska na severozápad, kde vytvořili kulturu se šňůrovou keramikou, a odtud na východ, kde v oblasti eurasijské stepi vznikla kultura Sintašta. Pravděpodobně ještě jako jednotná skupina žili Indoíránci na přelomu 3. a 2. tisíciletí př. n. l. na sever a východ od Kaspického moře. To odpovídá jejich ztotožnění s archeologickou Andronovskou kulturou, která se rozvíjela přibližně mezi 23. stoletím př. n. l. až 21. stoletím př. n. l. v severním Kazachstánu a poté se šířila na jih a východ.
V 16. století př. n. l. již došlo k diferenciaci Indoárijců a Íránců, jak ukazují prameny z mezopotámského království Mittani, ve kterých se vyskytují indoárijská slova.
Lze předpokládat, že Indoárijci obývali jižní část indoíránského území a při své cestě po východních březích Kaspického moře, když dorazili do pouštních oblastí východního Íránu, se rozdělili. Menší část vyrazila na západ a založila Mitanni, větší odešla na východ a před počátkem 15. století př. n. l. dorazila do indického Pandžábu.
Íránci se vydali na jih až o několik století později a rozdělili se podobným způsobem na Médy a Peršany na západě v pohoří Zagros, poprvé zmíněné v asyrských pramenech v 9. a 8. století př. n. l., a na východní Íránce obývající Baktrii a Sogdianu, zatímco ostatní zůstali na severu a vstoupili do dějin od 6. století př. n. l. jako Skytové a Sarmati.
Na základě lingvistické analýzy mohou být Indoíránci bližší Řekům, Arménům a Frýgům než ostatním indoevropským národům, jazyky této skupiny jsou někdy souhrnně nazývány řecko-árijské. Podle Martina Westa mohlo dojít k oddělení Indoiránců a proto-Řeků nejpozději v polovině 3. tisíciletí př. n. l., přičemž druzí jmenování v tomto období sídlili nejspíše na východním Balkáně či v Černomoří.
Nevyjasněnou otázka je etnická příslušnost lidu známého díky nálezům takzvaných tarimských mumií z Ujgurska ve východní Číně. Tento lid mohl být předkem pozdějších indoevropských Tocharů, ale také mohl být indoíránského původu.

## Pronikání na jih
Během svého postupu na jih se Indoíránci střetávali s původním obyvatelstvem. Často je jim přisuzován zánik harrapské civilizace existující přibližně v letech 33. století př. n. l. až 13. století př. n. l. v údolí Indu. Původní obyvatelstvo území podmaněných Indoíránci mohli patřit mezi Drávidy, etnolingvistické skupiny mluvčích drávidských jazyků obývající především jižní Indii. Drávidským jazykem však mluví také Bráhujci, jedno z etnik žijících v Afghánistánu a Pákistánu, a před příchodem Indoíránců tak mohli Drávidé obývat mnohem větší oblast. Některými badateli jsou Drávidové považováni za totožné či příbuzné Elamitů, obývajících přibližně v letech 32. století př. n. l. až 540 př. n. l. jižní Írán, či s harrapskou civilizací.
Další významnou kulturou spojenou s expanzí Indoíránců je Baktrijsko-margiánský kulturní komplex (BMAC) existující v severním Afghánistánu, východním Turkmenistánu, jižním Uzbekistánu a západním Tádžikistánu přibližně v letech 2000 př. n. l. až 1500 př. n. l. Na území této usedlé civilizace nejspíše pronikali indoíránští kočovníci, ze začátku nejspíše docházelo k symbióze, ale v polovině 2. tisíciletí př. n. l. Indoíránci v oblasti mocensky dominovali. Indoíránci se v Margiáně v 15. až 5. století př. n. l. stali nositeli kultury Jaz, se kterou v oblasti počala raná doba železná.